# ۸ زن برزنجیر
۸ زن برزنجیر یک ستاره است که در صورت فلکی آندرومدا قرار دارد.